# Теодосий Спасов
Теодосий Спасов Йорданов е български музикант, виртуозен изпълнител на кавал. Той първи започва да свири джаз на кавал, а смесването на народна музика с елементи от джаз и класика са в основата на почти всичките му авторски пиеси.

## Биография
Теодосий Спасов е роден на 4 март 1961 година в Исперих и израства в близкото село Белица, където баща му е секретар на читалището. Деветгодишен започва да свири на кавал, обучаван от местния самоук музикант Димитър Йовчев. След това семейството му се премества в Панагюрски колонии, където той свири на акордеон.
През 1975 година Спасов постъпва в Средното музикално училище в Котел, където първо го обучава кавалджията Румен Мутафчиев. Наред с официалната учебна програма, той е повлиян от местните цигански музиканти и от набиращата популярност по това време сватбарска музика. След като завършва училището през 1980 година служи в армията в Балчик, като свири на кларинет във военен оркестър.
След военната си служба Теодосий Спасов отива да учи в Академията за музикално и танцово изкуство в Пловдив със специалности „Ръководство на народни състави“ и „Кавал“. Наред с обучението си той започва да свири с професионални музиканти от различни жанрове, което поставя началото на характерното за кариерата му съчетаване на разнопосочни влияния. През 1983 година прави първите си записи в Радио „Пловдив“, работи с фолклорни ансамбли и танцови състави, свири по сватби с някои от водещите имена в преживяващата своя разцвет сватбарска музика, като Георги Янев, Петър Ралчев, Конушенската група, Оркестър „Канарите“. По това време започва да свири и джаз с групата „Джаз линия“ на Веселин Койчев и Дочо Панов, по-късно и с Йълдъз Ибрахимова.
Теодосий Спасов разработва свой собствен, уникален стил на свирене. Неговите изпълнения са необикновен синтез между традиционен фолклор, джаз, класическа музика. В последните години пише музика за симфоничен оркестър и кавал. Свири с фолклорни състави, с именити български и чужди музиканти, между които Димитър Лавчев, Милчо Левиев, Йълдъз Ибрахимова, Симеон Щерев, Анатолий Вапиров, Петър Ралчев, Стоян Янкулов-Стунджи, Ангел Димитров, Румен Тосков, Христо Йоцов, Пейо Пеев, проекта Балкански, групата на индийския перкусионист Трилок Гурту, Раби-Абу Халил, Г. Велес, Д. Лийбман, Енвер Измаилов, Арканхел, формацията Балкански Коне, Мирослав Тадич, Влатко Стефановски. През 1995 г. списание „Нюзуик“ го нарежда между най-талантливите музиканти от Източна Европа. В рубриката „най-доброто от Изтока“ е отбелязано: „Спасов създава нов музикален жанр.“
Освен концертните си изяви, участва в записи за филми, театрални спектакли. Носител на много отличия и награди, между които наградата на Международната академия за изкуства в Париж (1996), „Музикант на годината“ (1997) и (2002), Статуетката на Аполон Токсофорос, за дългогодишното му ярко присъствие в българския музикален живот и успехите му на световните сцени (2001). Има издадени над 20 компактдиска със солови изпълнения и с различни музикални формации.
През 1994 година името му е включено в Световната енциклопедия по музика, издадена в Лондон.
Член на Обществения съвет към министъра на културата на Република България (2014 година).
На 28 юли 2022 г. е утвърден за член (мандат 2022 — 2025 година) на управителния съвет на Българско национална радио (БНР) от Съвета за електронни медии, по предложение на генералния директор Милен Митев, с 3 (председател Соня Момчилова и членове Габриела Наплатанова и Галина Георгиева) на 2 гласа (членове Пролет Велкова и Симона Велева).

## Личен живот
От 90-те години е женен за актрисата Бойка Велкова. Двамата имат един син.

## Дискография
- Теодосий Спасов и Небесни струни – Авторски албум, 2010
- Отворено настроение – Авторски албум, 2010
- Black Sea Fire – Съвместен проект, 2010
- Personification – Авторски албум, 2009
- Bace Quartet – Съвместен проект, 2006
- VЯRA – Авторски албум, 2006
- Gambit – Съвместен проект, 2004
- TRETA MAJKA – Съвместен проект, 2004
- Titla – Авторски албум, 2004
- Во Живо Одъ Охридъ – Лот Лориен & Теодосий Спасов – Съвместен проект, 2003
- Echotopia – Съвместен проект, 2003
- Theodosii Spassov Trio Live in London – Авторски албум, 2003
- Non – Standard Standards – Авторски албум, 2003
- Encounters on The Road – Авторски албум, 2001
- Labyrinth – Съвместен проект, 2001
- The Spirit Of Bulgaria – Авторски албум, 2001
- Ultramarin – Авторски албум, 2001
- Silhouettes – Съвместен проект, 2001
- The fish are praying for rain – Авторски албум, 2000
- Na Trapeza – Авторски албум, 2000
- Fairy Tale Trio – Авторски албум, 1998
- Bulgarian Folk Dances – Авторски албум, 1998
- Bratimene – Авторски албум, 1998
- The Glimpse – Съвместен проект, 1997
- Everest Concert – Съвместен проект, 1996
- Beyond The Frontiers – Авторски албум, 1995
- „Уелкя“ – Авторски албум, 1993
- Karen Young – Съвместен проект, 1992
- Gurbet Mohabet – Съвместен проект, 1990
- The Sand Girl – Авторски албум, 1989
- The Long Road – Авторски албум, 1986

### Самостоятелни албуми
- Теодосий Спасов и Небесни струни – Авторски албум, 2010
- Отворено настроение – Авторски албум, 2010
- Black Sea Fire – Съвместен проект, 2010
- „Вяра“ – '2006'
- „Титла“ – '2003'
- „Нестандартни стандарти“ – 2003
- „Срещнато по пътя“ – 2001
- „Духа на България“ – 2001
- „Ултрамарин“ – 2001 – Концертен запис с участието на Стоян Янкулов-Стунджи, Енвер Измаилов и Анатолий Вапиров
- „Рибите се молят за дъжд“ – 2000 – Театрална музика към едноименното представление
- „На трапеза“ – 2000
- „Приказно трио“ – 1998
- „Братимене“ – 1998
- „Отвъд границите“ – 1995
- „Уелкя“ – 1993[8]
- „Пясъчното момиче“ – 1989
- „Дългият път“ – 1986

### Други
- „Гурбет мохабет“ – 1990 (с Милчо Левиев на пиано)

„Магията на Мадара“, съвместно с оркестъра за народна музика на БНР с диригент Христофор Раданов и известни български изпълнители на народни песни – издател и продуцент БНР – 2010 година. Уникалният запис е направен в Голямата Мадарска пещера и е издаден в аудио и видео формат, с надписи на български и на английски език. Дисковете са разпространени във всички културни центрове на България по целия свят. Уникалният запис е единствен по рода си с акустичната си характеристика и възможността едни от най-известните певци и инструменталисти на България да бъдат записани едновременно в най-големия храм по нашите земи – Голямата Мадарска пещера-светилище на 8 хиляди години, сакрално място за траки, прабългари и християни.

## Участия
- 47-ото издание на Международния фестивал на камерната музика, Пловдив – 2011 г. Концерт на Теодосий Спасов – кавал и вокал, съвместно с камерния ансамбъл „Небесни струни“[9] в състав Доротея Димитрова и Ана Иванова – цигулка, Михаела Павлова – виола, Йоланта Делибозова – виолончело и Смила Стоева – ударни инструменти[10].

## Отличия
- На 8 юни 2011 г. е удостоен с орден „Св. св. Кирил и Методий“ с огърлие „за особено значимите му заслуги в областта на културата“.[11]
- На 22 май 2014 г. Теодосий Спасов получава награда за принос към българската култура и изкуство „Златно перо“.[12]
- На 16 септември 2016 г. е награден с наградата „Артист на мира“ на ЮНЕСКО. Тя е „признание на неговия талант, иновациите му в създаването на уникален стил музика и виртуозното му изпълнение, неговия ангажимент да повиши обществената осведоменост за музиката като сила за подобряване на диалога между хората, културите и общностите, както и дълбоката си съпричастност към идеалите и целите на организацията“.[13]
- На 27 март 2023 г. е отличен с наградата „Икар“ на Съюза на артистите в България за турнето му в Съединените щати с Влатко Стефановски.[14]